# Enok Bærentsen
Enok Daniel Bærentsen (født 3. januar 1831 på Sund, død 19. august 1900) var en færøsk købmand, redaktør og politiker. Bror til Bærent Bærentsen Han var bosat i Tórshavn det meste af sit livet. Bærentsen var folketingsmedlem fra 1857 til 1858, og derefter sad han i Lagtinget i perioderne 1859–1867, 1872–1881 og fra 1893 til sin død i 1900. Han var indvalgt fra Nordre Strømø fra 1859 til 1863, og derefter fra Søndre Strømø.
Han var en af de ni mænd som indbød til Julemødet i 1888, som indledte kampen for færøsk selvstyre. Fra 1894 til sin død var han redaktør af avisen Dimmalætting.